# Badoo
Badoo je internacionalna internetska društvena mreža. Slogan je "što ću danas raditi".
Stranicu je 2006. godine osnovao ruski poduzetnik Andrei Andrejew. Sjedište je u Londonskoj četvrti Soho. U veljači 2012. godine stranica je imala više od 139 milijuna korisnika. Prevedena je na 39 jezika u 180 država, s oko 3,5 milijuna novih dodanih fotografija dnevno.
Badoo je u Iranu i u Ujedinjenim Arapskim Emiratima blokiran.

## Vanjske poveznice
- Službena stranica